# Juan I de Berry
Juan de Berry (Vincennes, 30 de noviembre de 1340 - París, 15 de junio de 1416) fue un príncipe francés de la rama de los Valois de la dinastía Capeto. Hijo del rey de Francia Juan II el Bueno y de Bona de Luxemburgo, ostentó el título de Duque de Berry desde 1360 hasta su fallecimiento.
Juan jugó un papel político importante durante los reinados de su hermano, el rey Carlos V, y su sobrino, el rey Carlos VI. Fue un destacado mecenas de las artes y es especialmente conocido por haber patrocinado a los hermanos Limbourg, creadores de las Las muy ricas horas del Duque de Berry (Très Riches Heures du Duc de Berry), una de las obras más icónicas del arte gótico y la iluminación medieval.

## El Político
Juan fue investido como conde-pair de Poitou en junio de 1357 y como primer duque-pair de Berry en octubre de 1360 por su padre, el rey Juan II el Bueno.
Tras la desastrosa derrota en la batalla de Poitiers (1356), en la que su padre fue hecho prisionero por los ingleses, Juan fue entregado como rehén a los ingleses cuando el rey regresó a Francia en 1360. Permaneció como prisionero en Inglaterra hasta 1367.
En 1369, recibió de su hermano, el rey Carlos V, los condados de Auvernia y Boulogne, que le fueron confiscados a Juan II de Auvernia, quien más tarde sería su suegro. Además, a partir de 1404 y hasta su muerte en 1416, gobernó el condado de Montpensier.

### Reconquista del Poitou
Durante la reconquista de los territorios ocupados por los ingleses, uno de los principales actores fue Luis de Anjou, hermano del rey, quien estuvo en primera línea de las operaciones militares. Posteriormente, su hermano Juan de Berry y su primo Luis de Borbón se unieron a las campañas, mientras que Felipe el Atrevido tuvo un papel más discreto, aunque participó activamente en la reconquista del Poitou.
El Poitou tenía fuertes vínculos económicos con Inglaterra, particularmente por la exportación de sal, lo que llevó a muchos de los barones poitevinos a tomar partido por los ingleses. Por esta razón, se necesitó una importante campaña militar para devolver la región al control francés.
La reconquista del Poitou, Aunis, Saintonge y Angoumois comenzó poco después de la batalla de La Rochelle en 1372, donde la flota castellana hundió gran parte de la flota inglesa, dejando a Guyena sin apoyo logístico. El ejército francés sitió la fortaleza de Saint-Sévère, que se rindió el 31 de julio de 1372. Mientras tanto, se recuperó Montcontour, y Poitiers se rindió a Bertrand du Guesclin el 7 de agosto.
Las fuerzas francesas continuaron avanzando hacia el sur a lo largo de la costa. El captal de Buch fue capturado el 23 de agosto cuando iba a socorrer Soubise, que estaba bajo asedio. Su ejército fue interceptado por la flota galesa y castellana que remontaba el río Charente. Las islas de Ré y Oléron se sometieron el 26 de agosto, pero los barones del Poitou seguían siendo leales a los ingleses y se atrincheraron en Thouars. En ese momento, Felipe el Atrevido y Juan de Berry llegaron con refuerzos, haciendo insostenible la situación para los poitevinos.
Du Guesclin continuó avanzando por la costa y tomó La Rochelle el 8 de septiembre. Con esta ciudad bajo control francés, las demás ciudades comenzaron a rendirse una tras otra: Angulema (la capital del "Príncipe Negro") y Saint-Jean-d'Angély el 20 de septiembre, y Saintes el 24 de septiembre.
Las negociaciones de rendición fueron lideradas por Felipe el Atrevido y Juan de Berry, quien, como conde de Poitou, debía ganarse la lealtad de sus súbditos. El 1 de diciembre de 1372, los señores poitevinos prestaron juramento de fidelidad al rey de Francia en la iglesia de Loudun, mediante el tratado de Loudun. A través de este tratado, todos los antiguos privilegios y libertades de la región, que databan de los tiempos de San Luis y su hermano Alfonso de Poitiers, fueron solemnemente confirmados.
El 11 de diciembre de 1372, Juan de Berry, Felipe el Atrevido, Luis de Borbón y Bertrand du Guesclin hicieron una entrada triunfal en París. Al día siguiente, Juan prestó homenaje a su hermano, el rey Carlos V, por el condado de Poitou, seguido por los barones, quienes renovaron su juramento de lealtad al rey en presencia de Juan.

### Lealtad a Carlos V
Mientras su hermano mayor, el rey Carlos V, vivió, Juan de Berry, al igual que sus hermanos Luis de Anjou y Felipe de Borgoña, fue un apoyo leal e inquebrantable para el rey y su audaz política contra Inglaterra. Juan comandó el ejército real enviado a Limousin, Poitou y Quercy, logrando recuperar las ciudades de Limoges, Poitiers y La Rochelle de manos de los ingleses.
Juan se sentía particularmente cercano a su hermano Carlos V, con quien compartía una profunda afición por las artes, la literatura y los objetos valiosos. No obstante, a diferencia de Carlos, Juan era más un coleccionista que un creador. Es especialmente recordado por su papel como un gran mecenas de las artes.

### El gobierno de los tíos
Tras la muerte de su hermano, el rey Carlos V en 1380, Juan de Berry fue nombrado uno de los tutores del joven rey Carlos VI, junto con su hermano Luis I de Anjou y el duque de Borgoña, Felipe II el Atrevido. Sin embargo, según las crónicas, se le recuerda principalmente por su avaricia y codicia durante este período.
Cuando Carlos VI cayó en la locura a partir de 1392, el poder fue compartido entre Juan de Berry, su hermano Felipe II el Atrevido y el duque de Orleans, Luis I, hermano menor de Carlos VI. No obstante, el duque de Berry desempeñó un papel secundario en el poder político.

### Nombramiento en el Languedoc
En 1381, Juan de Berry fue nombrado lugarteniente general del rey en el Languedoc, en sustitución de su hermano Luis de Anjou, una región que estaba siendo afectada por las revueltas de los tuchins, bandas de campesinos y soldados descontentos que se oponían al poder real y los impuestos. La llegada de Juan de Berry al mando en la región no hizo más que empeorar la situación. Los tuchins pasaron a convertirse en símbolos de la resistencia contra el poder real y sus métodos opresivos.
Las tropas bajo el mando de Juan de Berry enfrentaron a los tuchins en diversas batallas, como en Uchaud, cerca de Lunel, pero su gobierno se caracterizó por numerosas vexaciones y exacciones que agravaron el descontento en la región.

### Revuelta antifiscal
Después de la muerte de Carlos V, la situación para los tíos del joven rey Carlos VI fue complicada. En sus últimos días, Carlos V, sintiéndose culpable, decidió abolir los fogajes (impuestos sobre las viviendas rurales) en las regiones de lengua de oíl, lo que la población entendió como la abolición de los impuestos. Estos impuestos habían sido inicialmente justificados por la guerra contra Inglaterra, negociados con los Estados Generales. Sin embargo, tras las victorias de Carlos V y los problemas internos en Inglaterra, el conflicto disminuyó, y ya no había justificación para mantener los impuestos.
A pesar de esto, los Estados Generales fueron convocados el 11 de noviembre de 1380, y aunque los detalles de las discusiones no son claros, el 16 de noviembre se emitió una ordenanza, dirigida por Luis de Anjou, aboliendo todos los impuestos creados desde el reinado de Felipe el Hermoso. Sin embargo, no se había firmado ninguna paz formal con Inglaterra, y el consejo argumentó que era necesario seguir recaudando fondos para evitar posibles invasiones inglesas. Los Estados Generales volvieron a reunirse en febrero de 1381 y, aunque a regañadientes, aceptaron un impuesto por un año a partir del 1 de marzo de 1381, a cambio de la confirmación de varias cartas y privilegios para las ciudades.

### La revuelta en el Languedoc
La situación no mejoró, particularmente en el Languedoc, una región bajo dominio real donde los oficiales reales gestionaban los impuestos de forma autoritaria, lo que causó descontento. Juan de Berry fue nombrado lugarteniente general del Languedoc, pero la población prefería como líder a Gaston Fébus, conde de Foix, quien había logrado prosperar manteniéndose neutral en la guerra contra Inglaterra. Fébus se ganó el apoyo de los languedocienses al prometer purgar la región de los saqueadores, que proliferaban tras el fin de los conflictos franco-ingleses y castellanos.
Ante la creciente resistencia, Juan de Berry tuvo que intervenir con un ejército considerable para restaurar la autoridad real. Sin embargo, el Languedoc se rebeló, y Gaston Fébus debilitó a las tropas de Juan de Berry. Aunque Carlos VI, de apenas 13 años, anhelaba la acción militar y llegó a buscar el oriflama (estandarte sagrado) en Saint-Denis, los Estados del Languedoc, temiendo la represión real, prefirieron ceder. Optaron por someterse a Juan de Berry a cambio de una amnistía y la restitución de los bienes confiscados.
Gaston Fébus exigió el pago inmediato de 65,000 francos y una pensión de 40,000 francos. La intervención del cardenal Jean de la Grange fue clave para lograr la paz en diciembre de 1381. El cardenal organizó una reunión de los Estados del Languedoc en Béziers para negociar las condiciones del impuesto y no abandonó la ciudad hasta que todos los habitantes mayores de 14 años juraron lealtad al rey.

### Caída de Juan de Berry
Cuando Carlos VI alcanzó la mayoría de edad y comenzó a gobernar por sí mismo, retiró a Juan de Berry del gobierno del Languedoc y ejecutó a Jean Béthisac, el principal agente de las tiranías cometidas bajo su mandato, quemándolo en la hoguera en 1389.
Inicialmente, Juan de Berry actuó como mediador entre los partidarios de Borgoña y Orleans en sus conflictos. Sin embargo, a partir de 1410, favoreció a los Armagnacs en la guerra civil contra los borgoñones. Posteriormente, trató con los ingleses y fue nombrado capitán de París y lugarteniente del rey en Languedoc en 1413.

## El constructor y mecenas

### Los castillos del duque
Juan de Berry dedicó gran parte de sus recursos a la renovación y ampliación de los palacios en sus principales feudos. Comenzó en Poitiers, donde restauró el palacio condal a partir de 1380, añadiendo chimeneas monumentales y mejorando la torre Maubergeon. También construyó un castillo triangular en la misma ciudad. En Bourges, reconstruyó el palacio ducal y en 1405 edificó la Sainte-Chapelle de Bourges, inspirada en la de París, aunque actualmente está destruida. Entre 1382 y 1389, también mejoró el palacio de Riom, donde construyó una gran sala y una Sainte-Chapelle, que aún se conserva.

#### Castillos
- Castillo de Mehun-sur-Yèvre, considerado su mayor proyecto arquitectónico, fue su residencia habitual.
- Castillo de Lusignan, renovado a finales del siglo XIV.
- Castillo de Étampes, propiedad del duque entre 1400 y 1411.

Otros castillos y residencias notables de Juan de Berry incluyen Concressault, Genouilly, Nonette, Usson, Graçay, Gien y Aubigny-sur-Nère. En París, poseía varias propiedades, siendo la más importante el Hôtel de Nesles, donde murió en 1416. También tenía el Hôtel des Tournelles, que cedió a su sobrino, Luis I de Orleans, en 1404.

### El mecenas del arte
Juan de Berry fue un mecenas fastuoso, conocido por su extensa colección de arte. Los inventarios realizados en 1401-1403, 1411 y a su muerte en 1416 mencionan una vasta cantidad de objetos de lujo, como joyas, piedras preciosas, medallas y piezas de orfebrería. Entre las pocas obras que han sobrevivido se encuentran el relicario de la Santa Espina y la Copa de Santa Inés, ambos conservados en el British Museum, y la Cruz del Juramento, que se encuentra en el tesoro de la Orden del Toisón de Oro en Viena.

#### Biblioteca y manuscritos
Juan de Berry fue también un ávido bibliófilo, y al final de su vida poseía alrededor de 300 manuscritos. Entre ellos se encuentran:
- 41 crónicas
- 24 libros de ciencias y artes
- 15 tratados de filosofía y política
- 14 biblias
- 16 salterios
- 18 breviarios
- 15 libros de horas
- 6 misales

Seis libros de horas fueron encargados por él, siendo los más destacados:
- Les Petites Heures de Jean de Berry (1372-1390)
- Les Très Belles Heures de Notre-Dame (1389-1404)
- Les Très Belles Heures du duc de Berry (1402)
- Les Grandes Heures du duc de Berry (1407-1409)
- Les Belles Heures du duc de Berry (finalizadas por los hermanos Limbourg)
- Les Très Riches Heures du duc de Berry (inacabadas debido a su muerte y la de los hermanos Limbourg en 1416).

## Hermanos y hermanas
- Blanca de Francia (1336-1336), sin descendencia.
- Carlos V de Francia (1338-1380), rey de Francia de 1364 a 1380, con descendencia.
- Catalina de Francia (1338-1338), sin descendencia.
- Luis I de Anjou (1339-1384), duque de Anjou, casado con María de Blois (1345-1404), con descendencia.
- Juan I de Berry (1340-1416).
- Felipe II el Atrevido (1342-1404), duque de Borgoña, casado en 1369 con Margarita III de Flandes (1350-1405), con descendencia.
- Juana de Francia (1343-1373), casada en 1352 con Carlos II de Navarra, "Carlos el Malo" (1332-1387), con descendencia.
- María de Francia (1344-1404), casada con Roberto I (1344-1411), duque de Bar, con descendencia.
- Inés de Valois (1345-1349), sin descendencia.
- Margarita de Francia (1347-1352), sin descendencia.
- Isabel de Francia (1348-1372), casada con Juan Galeazzo Visconti (1351-1402), duque de Milán, con tres hijos, incluida Valentina Visconti, y con descendencia.

## Descendencia
En 1382, Bernard de Ventadour vendió el señorío de Montpensier a Juan I de Berry, quien la convirtió inmediatamente en un condado. Juan I otorgó el título a su hijo mayor, Carlos, quien falleció en 1382 a la edad de 20 años. Dado que su hijo menor, Juan II, aún no era mayor de edad, el propio Juan de Berry retomó el control del condado hasta 1386, cuando se lo entregó a su hijo Juan, quien lo mantuvo hasta su fallecimiento. Este también murió antes que su padre, lo que llevó a Juan de Berry a retomar el control del condado nuevamente. En 1416, su hija María de Berry fue nombrada condesa de Montpensier, título que ostentó hasta 1434. En su tercer matrimonio con Juan I de Borbón (1381-1434), su hijo, Luis I de Borbón-Montpensier, conocido como Luis el Bueno, heredó el condado en 1434 y lo mantuvo hasta 1486.

### Primer matrimonio
En 1360, Juan se casó con Juana de Armagnac, hija del conde Juan I de Armagnac y de la condesa Beatriz de Clermont. Tuvieron siete hijos:
- Bona de Berry (enero/febrero 1367 - 30 de diciembre de 1435), vizcondesa de Carlat y Murat:
  - Se casó en 1377 con Amadeo VII, conde de Saboya.
  - Se casó en 1393 con su primo, Bernardo VII, conde de Armagnac.
- Juana de Berry (1373-1375), fallecida joven.
- Carlos de Berry (enero 1371 - primavera de 1383), conde de Montpensier, comprometido en 1373 con María de Sully, una rica heredera.
- Beatriz de Berry (1374), fallecida a los pocos meses de nacer.
- María de Berry (1375-1434), duquesa de Borbón y Auvernia, condesa de Montpensier, Clermont y Forez, señora de Beaujeu (1416-1434):
  - Se casó en 1386 con Luis III de Châtillon, conde de Dunois, fallecido en 1391.
  - Se casó en 1393 con Felipe de Artois (1358-1397), conde de Eu.
  - Se casó en 1401 con Juan I de Borbón, duque de Borbón y Auvernia.
- Juan de Berry (diciembre 1375 - 1397), conde de Montpensier (1386-1401):
  - Se casó en 1386 con Catalina de Francia (1378-1388), hija del rey Carlos V.
  - Se casó en 1390 con Ana de Borbón (1380-1408).
- Luis de Berry (1383), fallecido joven.

### Segundo matrimonio
En 1389, Juan se casó con Juana II de Auvernia (1378-1424), condesa de Auvernia y Boulogne (1404-1424). No tuvieron descendencia.